# Per Johan Fagerström
Per Johan Fagerström, född den 28 augusti 1831 i Köping, död den 13 mars 1890 i Stockholm, var en svensk företagsledare.
Efter avslutad skolgång sysslade Fagerström med bergsbruk och hade därefter anställningar hos bokhandlare i Falun, Gävle och Kristianstad 1850–1861.
År 1861 öppnade han tillsammans med Karl Axel Hallman bokhandeln Fagerström & Hallman som han blev ensam ägare till 1864 och drev vidare under eget namn. Efter att ha hamnat på obestånd flyttade han till Stockholm och drev en agentur åt det franska livförsäkringsbolaget Impériale samt var deras reseagent under åren 1867–1870.
Påverkad av Impériales principer, där delar av försäkringsbolagets överskott återfördes till försäkringstagarna, lade han fram förslaget att bilda ett liknande svenskt bolag. Han möttes inledningsvis av tveksamhet men kunde genomföra sin idé och grundade därmed Lifförsäkrings AB Thule 1873 tillsammans med medicine doktor Oskar Theodor Sandahl, professor Hugo Gyldén, professor Hjalmar Kinberg med flera.
Fagerström blev Thules kamrer 1873 och var bolagets verkställande direktör 1879–1888. Han satt i bolagets styrelse 1886–1890.
Fagerström, som var bosatt i en av Thules fastigheter på Stora Nygatan i Stockholm och gift med Hilda Karolina Fagerström (1847–1919) ursprungligen Ljungberg, avled 1890.